# David Hungate
William David Hungate (Texas, 5 de agosto de 1948) é um baixista, produtor, e arranjador norte-americano conhecido por ter sido integrante da banda Toto de 1977 a 1982 e retornando em 2014. Junto com a maioria de seus colegas do Toto, Hungate colaborou em vários álbuns de sucesso da década de 1970, incluindo Silk Degrees de Boz Scaggs e From the Inside de Alice Cooper.
Hungate tocou nos quatro primeiros álbum do Toto. Ele deixou a banda pouco depois do lançamento de Toto IV para se tornar músico de estúdio em Nashville. Hungate, que toca vários instrumentos incluindo guitarra, trompete, bateria, e piano, já arranjou, produziu e gravou com vários artistas country como Chet Atkins. Ele também foi integrante do supergrupo Mecca de Joe Vana e Fergie Frederiksen, tendo este último também tendo feito fama no Toto. Na década de 1990 lança o álbum solo "Souvenir", no qual Jeff Porcaro toca bateria em algumas faixas. eM 1995, Hungate gravou o baixo de todas as faixas de The Woman in Me, o segundo álbum de Shania Twain. Em 1998, ainda gravou 11 das 14 faixas do álbum Na Aba do Meu Chapéu, da dupla brasileira de música sertaneja Chitãozinho & Xororó.